# Calypso-árok
A Calypso-árok (más néven Hellén-árok) a Földközi-tenger legmélyebb része, a Jón-tengerben. A görögországi Peloponnészosz-félszigettől délnyugatra húzódik, Pülosz városától alig több mint 60 kilométerre; körülbelül az északi szélesség 36 fok 34 perce és a keleti hosszúság 21 fok 8 perce találkozásánál. Legnagyobb mélysége az eddigi kutatási adatok alapján 5109 méter; létrejötte a földkéreg lemezmozgásainak köszönhető.

## Kutatása
Az első „emberes” merülésre a Calypso-árokban 1965. szeptember 27-én került sor, ezt Gérard Huet de Froberville és Henri Germain Delauze francia, valamint Charles L. Drake amerikai kutató hajtotta végre a francia Archimède batiszkáffal. A merülésükről készített beszámolójukban 5110 métert jelöltek meg az árok legnagyobb mélységeként, a mérési pontosságra való utalás nélkül.

Vescovo a merülés napján

2020 első hónapjaiban több expedíció is leereszkedett a Calypso-árokba egy mélytengeri búvárhajó segítségével, amit Victor Vescovo irányított. 2020. február 20-án Vescovo elérte a Calypso-árok fenekét, melynek mélységét ő is 5109 méterben határozta meg, több különféle mérőérzékelő együttes alkalmazásával. Ezzel a 2020-as expedíciók igazolták, hogy az 1965-os francia merülés résztvevői valóban elérték a Földközi-tenger legmélyebb pontját, amely tény addig nem nyert megerősítést.

## Fordítás
Ez a szócikk részben vagy egészben  a   Calypso Deep című angol Wikipédia-szócikk fordításán alapul.  Az eredeti cikk szerkesztőit annak laptörténete sorolja fel. Ez a jelzés csupán a megfogalmazás eredetét és a szerzői jogokat jelzi, nem szolgál a cikkben szereplő információk forrásmegjelöléseként.